# Benedenheul
Benedenheul is een buurtschap in de gemeente Krimpenerwaard in de Nederlandse provincie Zuid-Holland.
De buurtschap bestaat uit lintbebouwing langs een vaart. Ten noordwesten en in het verlengde van Benedenheul ligt de buurtschap Benedenkerk, en in het zuidoosten ligt het dorp Berkenwoude.
Benedenheul ligt in de Polder Benedenkerk op ongeveer 1,5 meter onder NAP.

## Geschiedenis
Tot en met 31 december 2014 was Benedenheul onderdeel van de gemeente Vlist. Op 1 januari 2015 ging de plaats samen met de gemeente op in de fusiegemeente Krimpenerwaard.
Hoofdplaats: Stolwijk    
Steden: Haastrecht · Schoonhoven

Dorpen: Ammerstol · Bergambacht · Berkenwoude · Gouderak · Krimpen aan de Lek · Lekkerkerk · Ouderkerk aan den IJssel · Vlist · Willige Langerak

Buurtschappen: Achterbroek · 't Beijersche · Beneden-Haastrecht · Benedenheul · Benedenberg · Benedenkerk · Bilwijk · Bonrepas · Bergstoep · Bovenberg · Boven-Haastrecht · Bovenstad/Steenplaats · Goudseweg · De Hem · Hoogedijk · IJssellaan · Kadijk · Koolwijk · Lageweg · Opperduit · Oudeland · Rozendaal · Schoonouwen · Schuwacht · Stein · Tussenlanen · 't Zwaantje · Zuidbroek

Zuid-Holland: Steden en dorpen    Nederland: Provincies · Gemeenten